# Франк, Семён Людвигович
Семён Лю́двигович Франк (16 [28] января 1877, Москва, Российская империя — 10 декабря 1950, Лондон, Великобритания) — русский философ и религиозный мыслитель.
Участник сборников «Проблемы идеализма» (1902), «Вехи» (1909) и «Из глубины» (1918). Стремился к синтезу рациональной мысли и религиозной веры в традициях апофатической философии и христианского платонизма, находился под влиянием Плотина и Николая Кузанского. Уже будучи в эмиграции, обнаружил сходство своих изысканий с идеями Владимира Соловьёва (в особенности в свете концепции положительного всеединства).
Историк русской философии протоиерей Василий Зеньковский называл систему Франка «высшим достижением, высшей точкой развития русской философии».

## Биография

### Детские годы
Родился 16 (28) января 1877 года в Москве в еврейской семье. Его отец, врач Людвиг Самойлович (Шимшелевич, Семёнович) Франк (1844 — 1 марта 1882) — уроженец Волковышек Сувалкской губернии, выпускник Сувалкской гимназии (1863), после окончания двух курсов медицинского отделения Варшавской главной школы в 1868 году перевёлся на медицинское отделение Московского университета, который окончил со званием лекаря в 1872 году, служил Краснослободским городовым врачом, Пензенским земским врачом, с 22 декабря 1877 года по 12 августа 1879 года во время Русско-турецкой войны 1877—1878 годов был прикомандирован к Московскому военному госпиталю; орденом Святого Станислава 3-й степени «для нехристиан установленным Всемилостивейше награждён за отлично усердную и ревностную службу в приюте имени Её Императорского Высочества Государыни Цесаревны, учреждённом для призрения детей лиц сосланных в Сибирь по судебным приговорам». Л. С. Франк с 1874 года работал сверхштатным младшим чиновником в Департаменте здравоохранения Министерства внутренних дел, семья жила на Пятницкой улице, потом в Мясницком околотке; вместе с ними жила мать отца (бабушка философа) Фелиция Френкель, а также сёстры отца Теофилия и Ева. В 1891 году, через 9 лет после смерти мужа от лейкоза, мать С. Л. Франка — Розалия Моисеевна Россиянская (1856, Ковно — 1908, Нижний Новгород) — вторично вышла замуж за аптекаря Василия Ивановича (Цалеля Ициковича) Зака, в 1884 году вернувшегося из шестилетней сибирской ссылки, которую он отбывал за участие в «Народной воле».
В детстве Семён Франк получил домашнее образование у своего деда, купца первой гильдии Моисея Мироновича Россиянского (1830—1891), уроженца Ковно, который был в конце 60-х годов XIX века одним из основателей московской еврейской общины и у которого внук воспринял интерес к философским проблемам религии. Р. М. Россиянская с детьми жила вместе с Моисеем Мироновичем и его женой (бабушкой философа) Сорой-Гитл Добринер (1834—?, родом из Тильзита в Восточной Пруссии), сначала в Мясницком околотке, а с 1899 года — в собственном доме в Кривом переулке; дед был занят в чаеторговле.
В 1886—1892 годах Семён Франк учился в Лазаревском институте восточных языков, где был сразу принят во второй класс. В 1891 году мать переехала к новому мужу в Нижний Новгород и поселилась в Канавино, Семён присоединился к ним через год. Окончил в Нижнем Новгороде гимназию, принимал участие в марксистских кружках.

### Научная карьера
Поступил в 1894 году на юридический факультет Императорского Московского университета. Почти не посещал лекции, а занимался теоретическими спорами в марксистских кружках и даже пропагандой социал-демократических идей. Однако получил свидетельство об окончании восьми семестров, но государственные экзамены не сдавал. В 1899 году был арестован и выслан из Москвы на два года без права проживания в университетских городах; уехал к родным в Нижний Новгород.

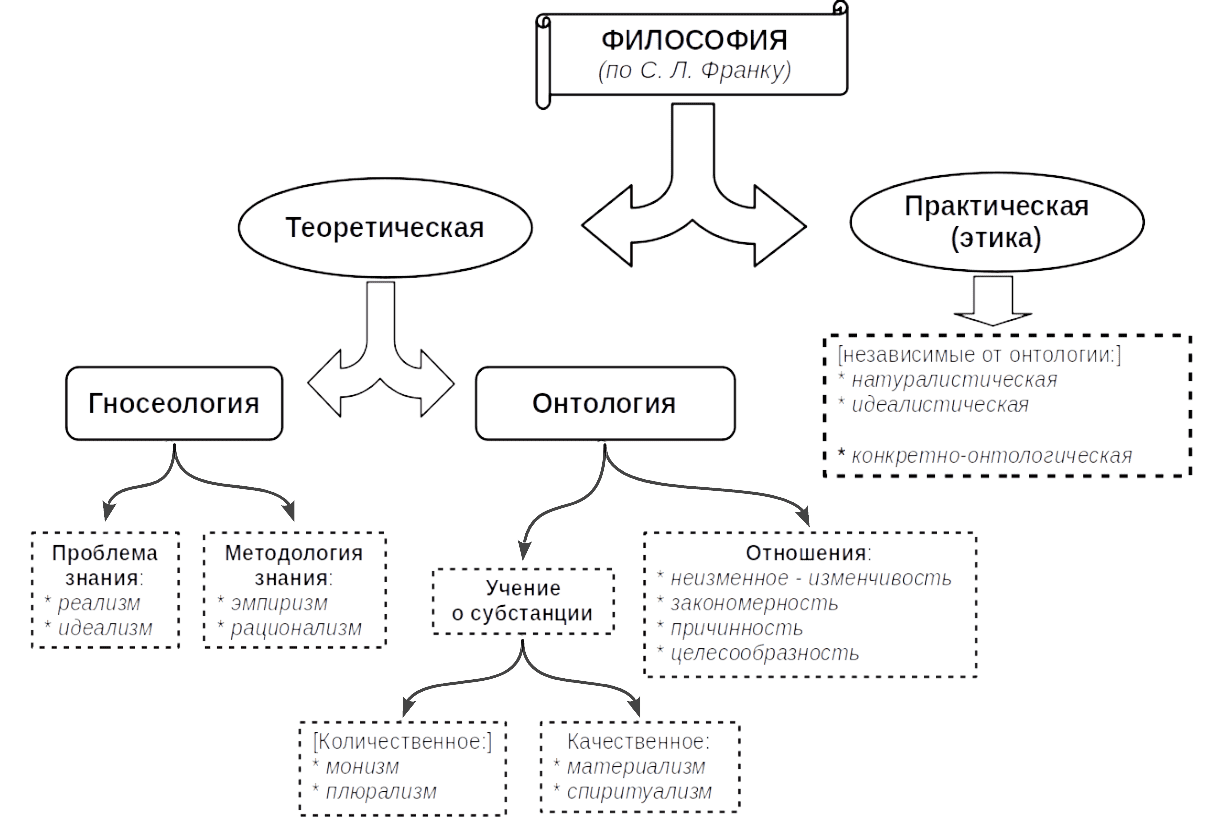
«Введение в философию». 1922 г.

В 1901 году П. Б. Струве привлёк Франка к участию в своём сборнике «Проблемы идеализма» (издан в 1902 г.), где критиковались материализм и позитивизм. Вскоре после этого Франк уехал за границу, слушал в Гейдельбергском и Мюнхенском университетах лекции по политической экономии и философии. В Германии написал книгу «Теория ценности Маркса и её значение. Критический этюд» (М., 1900). Весной 1901 года вернулся в Россию и, сдав государственные экзамены в Казанском университете, получил степень кандидата. В 1902 году в сборнике «Проблемы идеализма» был опубликован его первый философский этюд («Ницше и любовь к дальнему») — с этого времени творчество Франка становится связано всецело с проблемами философии. В том же году отказался от предложенной ему профессуры в создаваемом Санкт-Петербургском политехническом институте, поскольку это было обусловлено принятием им христианства.
Несогласие с политикой царского правительства побудило его в 1903 году участвовать в учреждении движения «Союз освобождения» и принять активное участие в его борьбе за политическую свободу. Состоял в партии кадетов, примыкал к её правому крылу.

Саратов. Мемориальная табличка на ул. Радищева, 18.

После сдачи магистерского экзамена (1912) Франк стал приват-доцентом Петербургского университета и в этом же году был принят в православие.
В 1915 году защитил магистерскую диссертацию «Предмет знания», в которой рассмотрел онтологические условия возможности интуиции как непосредственного восприятия реальности, тем самым примыкая к течению интуитивизма.
Книга «Душа человека», опубликованная в 1918 году, была представлена Франком как диссертация на степень доктора, но из-за внешних условий русской жизни защита её уже не могла состояться. В 1917 году он возглавил историко-филологический факультет Саратовского университета, а в 1921 году занял кафедру философии в Московском университете.

### Эмиграция
В 1922 году был выслан из России, устроился в Берлине и вошёл в состав Религиозно-философской академии, организованной Н. А. Бердяевым, с которым работал ещё в Москве (в «Академии духовной культуры»).
В начале 1937 году переселился во Францию. Во время Второй мировой войны жил на юге Франции, скрывая свое еврейское происхождение.
В 1945 году переехал в Лондон.

## Семья
- Брат — математик Михаил Людвигович Франк, профессор, автор трудов по геометрии, дифференциальным уравнениям и истории воздухоплавания. Племянники (сыновья Михаила Людвиговича Франка) — лауреат Нобелевской премии по физике Илья Михайлович Франк и биолог, академик АН СССР Глеб Михайлович Франк.
- Младший брат (по матери) — художник, скульптор, сценограф и книжный иллюстратор Леон (Лев Васильевич) Зак, публиковавший стихи под поэтическими псевдонимами М. Россиянский и Хрисанф, бывший в 1910-х годах одним из идеологов движения эгофутуристов[17]. Его жена, Надежда Александровна Браудо (1894—1976), была сестрой органиста и музыкального педагога Исайи Браудо[18]. Их дочь, Ирина Зак (Irène Zack[фр.], 1918—2013) — скульптор.
- Жена (с 1908 года) — Татьяна Сергеевна Франк (урожд. Барцева, 1886—1984), автор воспоминаний «Память сердца». Сын — Виктор Семёнович Франк (1909—1972) — литературный критик, радиожурналист, возглавлял лондонский корпункт радио «Свобода». Младший сын — Василий Семёнович Франк (1920—1996) — тоже работал журналистом на радиостанции «Свобода» в Мюнхене (с 1964). Другие дети — Алексей (род. 1910) и Наталья (род. 1912).

## Философские взгляды

### Франк о всеединстве
Франк считал, что есть серьёзные философские и логические аргументы против субъективного идеализма. Субъективный идеализм исходит из «я», которое стоит в центре мироздания. При диалоге с миром человек открывает в себе нечто — то, что можно назвать «ты». Но есть и иное — то, что мы называем «мы».
Подобно своим предшественникам, Сергею Трубецкому и Соловьёву, Франк подчеркивал, что человеческие сознания, человеческие «я» не отрезаны друг от друга. Реальное познание, реальное бытие возможны лишь тогда, когда между людьми возникает контакт, возникает единство. Мы живем не на изолированных островах, а на едином материке. И вот этот-то материк, который объединяет всех нас, и есть последний и подлинный предмет познания. Человек познает не только отражение своих собственных чувств, а познает некий субстрат, глубину. Позднее немецкий философ Пауль Тиллих писал, что Бог — это не небо над нами, а глубина бытия. Однако первым это сказал Франк.
В 1917 году Франк напечатал книгу «Душа человека», которая потом не раз выходила на иностранных языках. Франка переводили на многие языки, включая японский, чешский, польский, немецкий, английский; естественно, он и сам писал книги на этих языках. В этой книге анализируется вопрос о единстве духовной жизни, которую нельзя разрезать, нельзя разделить. Это единство касается не только нашего «я», но и того поля, в котором находятся те «я», к которым мы обращены. То есть «я», потом «мы» и, наконец, некий таинственный субстрат, который и есть непостижимое.
Вместе с тем Франк негативно относился к коллективизму, который давит личность. Всякий диктат противоречит свободе, а божественное единство не может существовать без свободы, оно свободно.
Франк о социализме:

«Социализм в своем основном социально-философском замысле — заменить целиком индивидуальную волю волей коллективной… поставив на его место бытие „коллектива“, как бы слепить или склеить монады в одно сплошное тесто „массы“, есть бессмысленная идея, нарушающая основной неустранимый принцип общественности и могущая привести только к параличу и разложению общества. Он основан на безумной и кощунственной мечте, что человек ради планомерности и упорядоченности своего хозяйства и справедливого распределения хозяйственных благ способен отказаться от своей свободы, от своего „я“ и стать целиком и без остатка винтиком общественной машины, безличной средой действия общих сил. Фактически он не может привести ни к чему иному, кроме разнузданного самодурства деспотической власти и отупелой пассивности или звериного бунта подданных».

### Подход к изучению общества
Франк находил, что изучение взаимодействий между людьми лишь с точки зрения позитивистской науки, то есть представление о социальных связях как об экономическом обмене или сугубо биологическом взаимодействии, а об обществе — как о некоем механизме, лишено глубины, необходимой для подлинных обществоведов. Философ полагал, что в основе человеческого общения лежит дух людей, что́ рождает необходимость погружения учёного в глубь этих отношений, на уровень нравственный, духовный и даже религиозный. Поскольку и отношения людей в обществе, и всё оно в целом заключают в себе два начала — материалистическое и духовное, — то и обществовед должен в своих изысканиях сочетать оба подхода: пользоваться методами как позитивной науки, так и философии, то есть не забывать о важнейшей духовной составляющей объекта его изучения.
Основываясь на концепции всеединства, Франк также отвергал представление об обществе как о простой совокупности различных субъектов (социальный номинализм, или методологический индивидуализм). Он считал его гораздо более возвышенным, надвременны́м и имеющим абсолютно нематериальное ядро —традиции, историю, язык и др. Философ утверждал, что существование общества просто невозможно, если не основываться на хотя бы частичном изначальном единстве людей. Даже в самых сухих, сугубо экономических, договорных отношениях он находил место партнёрству, эмпатии, солидарности. Франк был убеждён, что все общественные отношения, скрепляющие индивидов внутри общества, построены на религиозной деятельности, единении людей в процессе духовной практики.
Философ также проводил границу между внешним и внутренним слоем общества. Первый он характеризовал понятием «общественности». В общественности происходит распад первичного человеческого «мы» — появляется множество «я», которые могут соперничать друг с другом. Именно для этого, внешнего слоя характерны применение силы, конкуренция, борьба за власть. Именно на внешнем слое находится политическая сфера общества и правовая — как регулирующая её. Здесь зачастую происходит принуждение индивидов к выполнению некой всеобщей, «общественной» цели, а также подавление его природных устремлений. Кроме того, Франк характеризует внешний слой общества понятием «раздельная множественность».
Описание внутреннего слоя опять тесно связано с концепцией всеединства. Если внешний слой мыслитель определял как «общественность», то внутренний охарактеризован через понятие «соборность». Её он определял как онтологическое содержание общества, которое было описано выше. Это прочная духовная связь всех человеческих «я», сливающихся в «мы», причём она существует не благодаря практике, не может быть обнаружена эмпирически, но существует и может быть познана человеком. На этом уровне важнейшими институтами Франк считал семью и брак, религиозную сферу жизни человека и некое «единство», или «общность жизни и судьбы». Понятие «соборность» предполагает ряд особенностей этого явления, которые отличают его от других обществоведческих понятий. Прежде всего, она возникает в ядре общества, где враждующие человеческие «я» сливаются в единое «мы». Однако внутри него индивидуальность не стирается, так как соборность строится на любви, а любовь, по мнению Франка, может быть направлена только на индивидуальные, неповторимые черты. Важнейшим аспектом этого уровня общественных взаимодействий является религиозность, в частности религиозные действия. Философ полагал, что именно во время религиозного поклонения люди, испытывая религиозные чувства, по-настоящему соединяют своё «я» с надвременны́м единством — и что в религии будущее с прошлым живут в настоящем. Более того, любые социальные связи, по мнению Франка, берут своё начало именно в религии.